# Laguna Chichankanab
La laguna Chichankanab (del maya yucateco: Laguna chica) es una laguna de México que se encuentra al noroeste del estado de Quintana Roo, en el municipio de José María Morelos; tiene una longitud aproximada de 30 kilómetros que comprende desde la población de La Presumida hasta la de Kantemó, en el mismo municipio.
Es un cuerpo acuífero de aguas verdes claras y cuenta con bastante diversidad de flora y fauna: entre la flora, se encuentra lirio, helecho, zacate, manglar y exóticos arbustos en calidad de sabana; en la fauna, destacan garza, gaviota, tortuga, lagarto, tucán, loro, peces, serpiente, así con un sinfín de aves de coloridos plumajes, así como a aproximadamente a 1 km del lugar existen vestigios arqueológicos de la cultura maya como monolitos y muchas más edificaciones.
Entre los habitantes de la población existen varias leyendas acerca de la laguna Chichankanab, sobre sirenas, la antigua existencia de pueblo que quedó sepultado debajo del agua así como en la otra orilla, seres extraterrestres, pero la principal y más famosa es la del siete jorobas, que se dice que es una serpiente prehistórica gigante protectora de la laguna que vive en las profundidades del agua y le da marea y oleaje al agua evitando que esta se estanque; y curiosamente también se representa en la concha acústica del parque principal de Dziuché.
El 2 de febrero de 2004 la «Laguna Chichankanab» fue incluida como sitio Ramsar (n.º ref. 1364), protegiendo un área de 1999 ha. El sitio proporciona refugio a al menos 97 especies de aves migratorias, que representen al menos el 42% de las especies registradas en el sitio. También alberga una amplia variedad de especies de aves, mamíferos y reptiles bajo protección nacional, así como en la Lista Roja de la UICN —arnoldo ventrinegro (Calcarius ornatus).